# Eidos Montréal
Eidos Montréal är ett kanadensiskt företag som utvecklar datorspel. Företaget bildades 2007 som avknoppning av Eidos Interactive och är baserat i Montréal.
I maj 2022 meddelade bolagets dåvarande ägare Square Enix att man skulle sälja flera tillgångar, däribland Eidos Montréal, till Embracer Group.

## Ludografi
| År   | Titel                            | Plattformar                                                                                   | Utgivare                       | Noteringar                                         | Referenser  |
| ---- | -------------------------------- | --------------------------------------------------------------------------------------------- | ------------------------------ | -------------------------------------------------- | ----------- |
| 2011 | Deus Ex: Human Revolution        | Mac OS X, PlayStation 3, Wii U, Windows, Xbox 360                                             | Square Enix                    | Utvecklade också tillägget The Missing Link (2011) | [ 4 ] [ 5 ] |
| 2013 | Tomb Raider                      | Linux, Nvidia Shield, OS X, PlayStation 3, PlayStation 4, Stadia, Windows, Xbox 360, Xbox One | Square Enix                    | Stöd till Crystal Dynamics                         | [ 6 ]       |
| 2014 | Thief                            | Nvidia Shield, OS X, PlayStation 3, PlayStation 4, Windows, Xbox 360, Xbox One                | Square Enix                    | i.u.                                               | [ 7 ]       |
| 2016 | Deus Ex: Mankind Divided         | macOS, Linux, PlayStation 4, Windows, Xbox One                                                | Feral Interactive, Square Enix | i.u.                                               | [ 8 ]       |
| 2018 | Shadow of the Tomb Raider        | macOS, Linux, PlayStation 4, Stadia, Windows, Xbox One                                        | Square Enix                    | i.u.                                               | [ 9 ]       |
| 2020 | Marvel's Avengers                | PlayStation 4, PlayStation 5, Stadia, Windows, Xbox One, Xbox Series X/S                      | Crystal Dynamics, Square Enix  | Stöd till Crystal Dynamics                         | [ 10 ]      |
| 2021 | Marvel's Guardians of the Galaxy | Nintendo Switch, PlayStation 4, PlayStation 5, Windows, Xbox One, Xbox Series X/S             | Square Enix                    | i.u.                                               | [ 11 ]      |
| 2026 | Fable                            | Windows, Xbox Series X/S                                                                      | Xbox Game Studios              | Stöd till Playground Games                         | [ 12 ]      |